# Жак Ле Гофф (вершник)
Жак Ле Гофф (фр. Jack Le Goff, 8 квітня 1931 — 24 липня 2009) — французький вершник.
Бронзовий призер Олімпійських Ігор 1960 року в командному триборстві, учасник 1964 року.